# Imigração ucraniana em Portugal
Os ucranianos constituem atualmente a segunda maior comunidade estrangeira residente em Portugal, com 44.074 imigrantes documentados pelo Serviço de Estrangeiros e Fronteiras (SEF) em 2012, sendo apenas inferior à comunidade brasileira. Segundo os dados do SEF, este número representa uma quebra relativamente aos 62.448 ucranianos que residiam em Portugal em 2002, ano em que constituíam a maior comunidade imigrante em Portugal.

## História do processo migratório
Os ucranianos começaram a chegar a Portugal no final da década de 1990, tendo-se verificado um enorme crescimento nos primeiros anos do século XXI. Na fase inicial, entre 1999 e 2002, a imigração processou-se quer de forma organizada, com base em intermediários, quer através de redes internacionais ilegais de recrutamento de mão-de-obra, disfarçadas sob a forma de agências de viagem. Os imigrantes mais antigos entraram no país com vistos Schengen, válidos em toda a Área Schengen, e permaneceram em situação irregular até lhes serem concedidas autorizações de permanência.
A partir de 2004, na sequência do decréscimo do investimento em grandes obras públicas, da recessão económica e da melhoria dos mecanismos de controlo da imigração clandestina, muitos ucranianos saíram do país.
A partir de 2009, o declínio no número de imigrantes acentuou-se como consequência da crise económica verificada a partir de 2008, e igualmente devido à aquisição da nacionalidade portuguesa por parte de um número considerável de cidadãos ucranianos.
Inicialmente, muitos imigrantes ucranianos tinham a intenção de permanecer em Portugal durante curtos períodos, tendo muitos deles partido. Contudo, muitos outros acabaram por optar por uma permanência mais prolongada. Entre estes, muitos decidiram estabelecer-se definitivamente no país, reunindo ou constituindo as suas famílias em Portugal e procurando o reconhecimento das suas habilitações académicas e profissionais, tendo como objetivo o acesso a empregos mais qualificados e mais bem-remunerados.

## A comunidade luso-ucraniana hoje

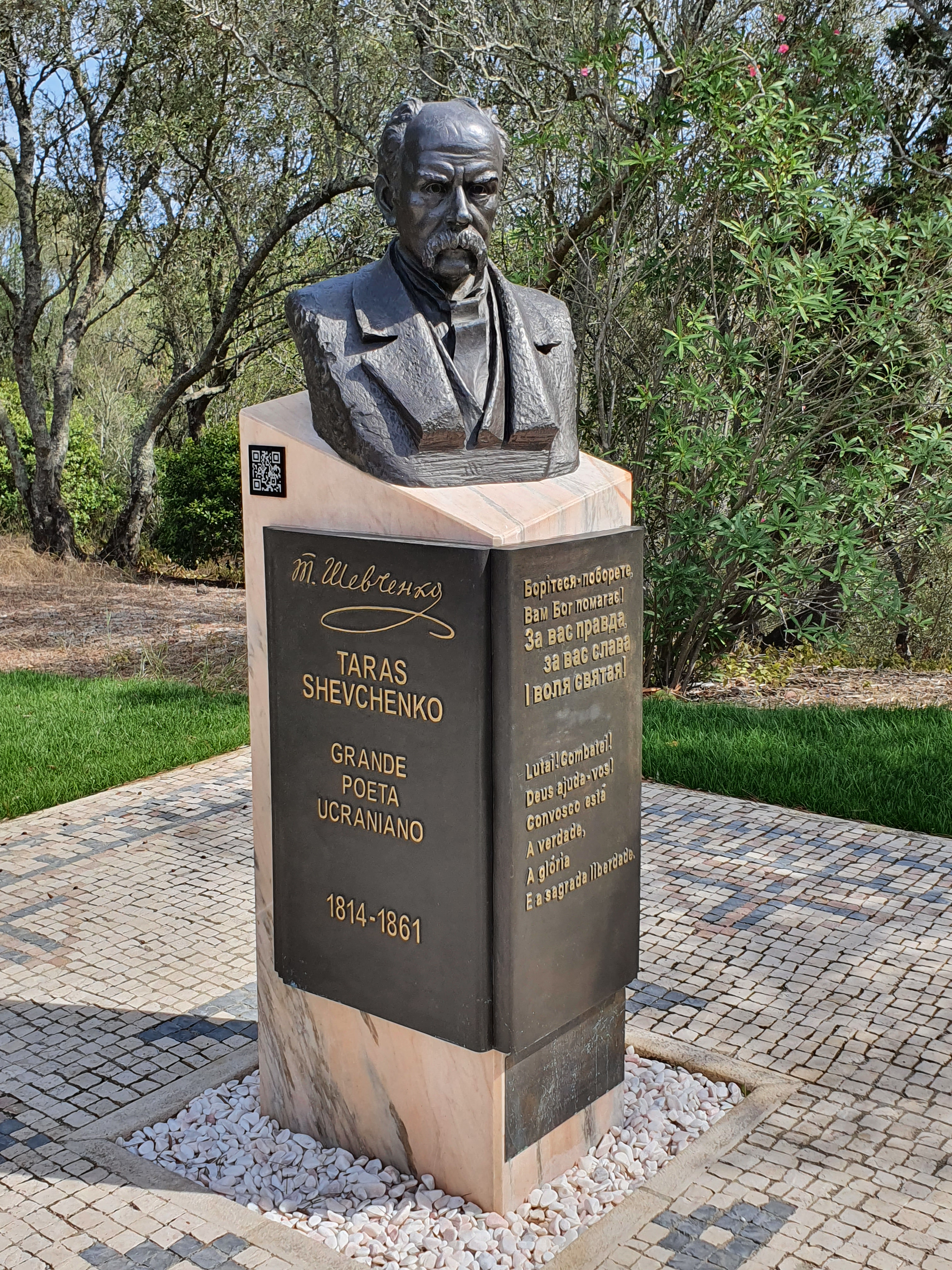
Monumento a Taras Shevchenko, Belém (Lisboa)

Embora o fluxo migratório inicial fosse de natureza laboral e predominantemente masculino, a componente feminina na comunidade ucraniana em Portugal aumentou substancialmente nos anos posteriores, nomeadamente por motivos relacionados com a reunificação familiar. Segundo os Censos de 2011, as mulheres representavam 49,2% da população ucraniana residente em Portugal, enquanto em 2001 eram somente 18,6%.
A população ucraniana em Portugal é relativamente jovem em comparação com a população portuguesa nativa. A média etária dos ucranianos residentes em Portugal é 34 anos, mais baixa do que a dos cidadãos portugueses, que é de 42,1 anos.
Os graus de instrução dos indivíduos em idade ativa (15-64 anos) são mais altos do que os da população de nacionalidade portuguesa. Segundo os Censos de 2011, 23,3% dos ucranianos em Portugal tinham o ensino superior completo, e apenas 9,7% tinham um nível de escolaridade inferior ao 3.º ciclo do ensino básico. Estes valores contrastam com os níveis de instrução da população portuguesa, que se situavam 16,6% e 40,6%, respetivamente.
Também de acordo com os censos de 2011, 71,1% da população ucraniana era economicamente ativa e 59,2% estava empregada, ao passo que 47% dos cidadãos portugueses eram economicamente ativos e apenas 41% tinham emprego.
A maioria dos ucranianos em Portugal trabalham em profissões de baixa qualificação e baixos salários, nomeadamente em serviços de limpeza, construção civil, indústrias transformadoras, serviços de transportes, hotelaria e restauração. No entanto, segundo um inquérito recente, verificou-se que alguns trabalhadores ucranianos têm conseguido obter empregos mais compatíveis com as suas qualificações académicas e profissionais.